# القطعاية القبلية
القطعاية القبلية (قبلي بالعامية الجربية تعني جنوبي) هي جزيرة صغيرة تقع جنوب غربي جزيرة جربة.